# 2019冠狀病毒病甘比亞疫情
2019冠狀病毒病甘比亞疫情，介绍在2019新型冠狀病毒疫情中，在甘比亞发生的情况。

## 時間軸
當地時間3月17日晚，甘比亞衛生部長宣布，甘比亞確診首例2019冠状病毒病病例。據報導，該確診病例為一名20多歲的女性，她在當地時間本月15日從英國返回甘比亞後出現發燒症狀隨後被確診。甘比亞衛生部已開始追蹤和隔離與這名患者同機的旅客和親密接觸者。
甘比亞總統巴羅於同日下令關閉全國所有學校、露天市場，並禁止公共聚會。此外，從疫區國家來到甘比亞的旅客也需要接受兩周的隔離。